# Crépida

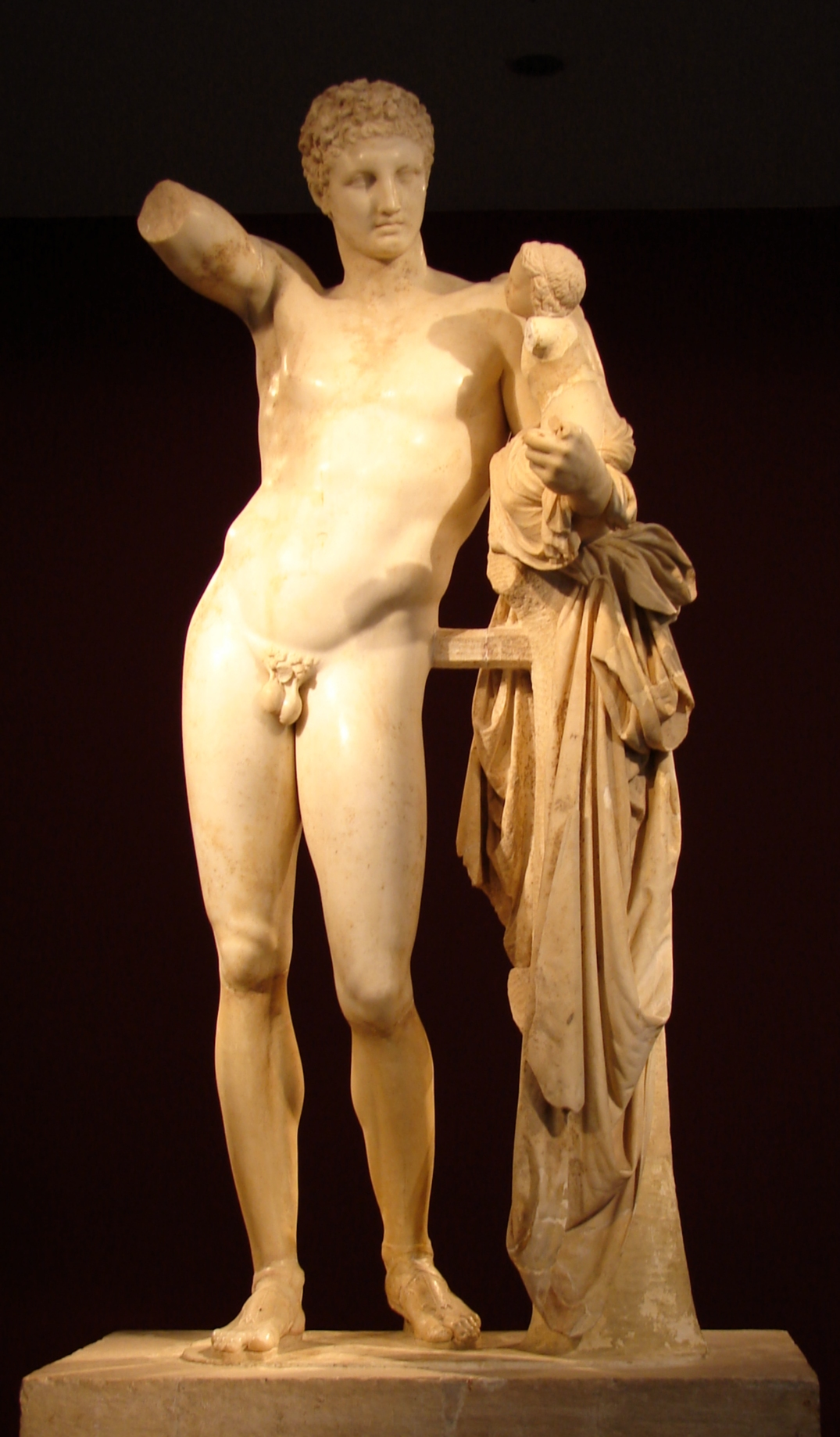
El Hermes de Praxíteles lleva unas crépidas en los pies.

La crépida es un calzado de la antigüedad clásica, que de Grecia fue importado a Roma en el III y a Hispania durante la época imperial. Consistía en un zapato llano que se ataba con correas por encima del pie.

## Primeras menciones
Los primeros que mencionan la crépida son Hipócrates, refiriéndose a un calzado recio y forrado que usaba la gente del campo; Jenofonte, que dice que era de cuero y Sófocles, según el cual lo usaban los actores. No es de extrañar las discrepancias entre estas y otras opiniones puesto que la crépida, con formas distintas, se usó durante más de diez siglos.

## Representaciones
En los vasos pintados con figuras rojas de estilo severo y, en general, en todos los monumentos del siglo V a. C. aparece la crépida formada por una suela que sigue la forma de la planta del pie y a la que van sujetas unas correas que protegen el talón, teniendo otra que cruza por entre los dedos, cuyos extremos quedan libres y otras que enlazan sobre el empeine, pero de un modo sencillo semejante a la solea.
Otra crépida, usada por los griegos, y especialmente por las mujeres, como calzado elegante y cómodo, se componía de una suela delgada y flexible a la que se adaptaba un trozo de cuero recortado o calado que formaba una malla sobre el pie.
De los monumentos figurados en que aparece representada la crépida, el más importante es el pie del Hermes de Praxíteles encontrado en Olimpia y en que los dedos aparecen libres y el pie cubierto por entrelazado de correas doradas que sujetan sus extremos al reborde de la suela, teniendo sobre el empeine un adorno en forma de hoja que servía para que las correas allí sujetas no lastimaran la carne. Semejante a esta se ven otras crépidas en algunos monumentos, entre ellos la Diana, que existe en el Museo del Louvre.
Los vasos de figuras rojas pertenecientes al siglo IV a. C. representan a los efebos griegos con unas crépidas de entrelazado más espeso y más alto, puesto que sube hasta el nacimiento de la pantorrilla, parecidas a las soleas que calza Triptólemo en el bajorrelieve de Eleusis.

## Uso y consideración
Los macedonios usaron este calzado, que formaba parte del traje nacional, guarnecido de clavos, lo mismo que los sirios, que lo emplearon en su ejército hasta el siglo II a. C.
En Grecia se adornaba con gran lujo y Partenios habla de un llamado Janto, de Mileto, que había derrochado la plata en las crépidas de sus esclavos.
En el Museo Arqueológico Nacional de España se guarda un pie de una estatua, encontrado en Osuna en 1876, cuya crépida tiene adornos bordados en una pieza que resguarda el empeine.
En un principio los romanos rechazaban el uso de la crépida, por no creerla digna de la severidad nacional y los enemigos de Escipión el Africano, cuando éste estuvo en España, le censuraron por presentarse en público con crépidas y palio a la moda griega, pero en la época imperial fue adoptada por los mismos emperadores. Los soldados romanos usaron la crépida carbatina que viene a ser la abarca de los montañeses españoles e italianos.
En las pinturas de las tumbas etruscas de Vulci aparecen unos personajes con un calzado semejante a la crépida usada en Grecia en el siglo V a. C., que dejaba el pie al descubierto y no tenía, como la que después se usó en Roma, el talón de cuero con ojetes por donde pasaban las correas que después de cruzarse sobre el empeine se anudaban sobre el tobillo o más arriba. En estas es muy frecuente que el adorno del empeine vaya sujeto a la suela por medio de una correa que pasa por entre el dedo gordo y el siguiente.